# Mr. Lucky (historieta)
Mr. Lucky fue la primera serie de Manuel Vázquez. 
Creada para "Flechas y Pelayos" en 1947, se publicaron nuevas historietas en "Pulgarcito" entre 1948 y 1949.
Su protagonista, homónimo y caracterizado con bigote y pajarita, sufre su mala suerte, en clara ironía con su nombre. Éste remite a la película estadounidense Mr. Lucky (1943), dirigida por H.C. Potter y protagonizada por Cary Grant.
Apareció también en La mansión de los espectros, junto a otro personajes de su autor como Mofeta y Jimmy Pintamonas.